# Sperchon longirostris
Sperchon longirostris är en kvalsterart som först beskrevs av Koenike 1895.  Sperchon longirostris ingår i släktet Sperchon och familjen Sperchonidae. Inga underarter finns listade i Catalogue of Life.